# Silveria María Rivas y Ladvenant
Silveria María Rivas y Ladvenant (Madrid, 12 de febrer de 1760–7 de maig de 1781), coneguda pels sobrenoms «La Sirita» i «La Lavenanita», va ser una actriu espanyola.
Nascuda a Madrid el 12 de febrer de 1760, filla única dels actors Manuel Rivas i María Ladvenant. Començà la seva carrera artística l'octubre de 1774 a Madrid, amb la companyia de Manuel Martínez i el sainet El maestro de la música, escrit especialment per ser presentada davant del públic. Després va ascendir fins a assolir posicions més rellevants. Destacà sobretot pels papers de comèdia i cantant tonadilles als sainets de Ramón de la Cruz, el qual va compondre alguns papers per a Rivas. No obstant això, tot i que intentà seguir la carrera artística de la seva mare, que havia sigut una actriu força important, això quedà truncat a causa de la seva mort prematura, als 21 anys, el 7 de maig de 1781. Va ser enterrada a la capella de Nostra Senyora de la Novena de la parròquia de Sant Sebastià de Madrid, de la qual va ser congregant. En l'àmbit personal, s'havia casat amb el còmic Antonio Ortiz de Villalbas.